# Rhabdochaeta guamae
Rhabdochaeta guamae är en tvåvingeart som beskrevs av Malloch 1942. Rhabdochaeta guamae ingår i släktet Rhabdochaeta och familjen borrflugor.
Artens utbredningsområde är Guam. Inga underarter finns listade i Catalogue of Life.